# Zeta (motorfiets)
Zeta is een historisch merk van motorfietsen.
De bedrijfsnaam was: Zoppoli & Co., Genova.
Zeta was een Italiaans merk dat van 1948 tot 1954 primitieve scooter-achtige machines met 48- en 60cc-Ducati-Cucciolo-blokjes bouwde.